# Пірс (округ, Вашингтон)
Шаблон:StateAbbr_ 47°03′ пн. ш. 122°07′ зх. д. / 47.05° пн. ш. 122.11° зх. д.
Округ  Пірс (англ. Pierce County) — округ (графство) у штаті Вашингтон, США. Ідентифікатор округу 53053.

## Історія
Округ утворений 1852 року.

## Демографія
За даними перепису 2000 року загальне населення округу становило 700820 осіб, зокрема міського населення було 645516, а сільського — 55304. Серед мешканців округу чоловіків було 348557, а жінок — 352263. В окрузі було 260800 домогосподарств, 180199 родин, які мешкали в 277060 будинках. Середній розмір родини становив 3,1.
Віковий розподіл населення поданий у таблиці:
| Стать    | До 15 років | 15-21 | 22-29 | 30-39 | 40-49 | 50-65 | 65-85 | Понад 85 |
| -------- | ----------- | ----- | ----- | ----- | ----- | ----- | ----- | -------- |
| Чоловіки | 81435       | 37709 | 38764 | 56773 | 54683 | 49019 | 27663 | 2511     |
| Жінки    | 77304       | 35321 | 36739 | 55875 | 55206 | 50372 | 35688 | 5758     |

## Суміжні округи
- Кінг — північ
- Якіма — схід
- Льюїс — південь
- Тюрстон — захід/південний захід
- Мейсон — захід/північний захід
- Кітсеп — північ/північний захід

## Виноски
1. ↑  U.S. Decennial Census. United States Census Bureau. Процитовано 7 січня 2014.
2. ↑  Historical Census Browser. University of Virginia Library. Архів оригіналу за 23 червня 2018. Процитовано 7 січня 2014.
3. ↑  Population of Counties by Decennial Census: 1900 to 1990. United States Census Bureau. Процитовано 7 січня 2014.
4. ↑  Census 2000 PHC-T-4. Ranking Tables for Counties: 1990 and 2000 (PDF). United States Census Bureau. Процитовано 7 січня 2014.
5. ↑  State & County QuickFacts. United States Census Bureau. Архів оригіналу за 7 червня 2011. Процитовано 7 січня 2014.(англ.) Наведено за англійською вікіпедією.
6. ↑  American FactFinder. Бюро перепису населення США. Архів оригіналу за 26 лютого 2012. Процитовано 31 січня 2008.

| США | Це незавершена стаття з географії США. Ви можете допомогти проєкту, виправивши або дописавши її. |